# Lemona
Lemona (gr. Λεμώνα) – wieś w Republice Cypryjskiej, w dystrykcie Pafos. W 2011 roku liczyła 51 mieszkańców.